# Scoliacma acosma
Scoliacma acosma là một loài bướm đêm thuộc phân họ Arctiinae, họ Erebidae.